# 둥펑 자동차
둥펑 자동차(중국어 간체자: 东风汽车公司, 정체자: 東風汽車公司, 병음: Dōngfēng qìchē gōngsī, 영어: Dongfeng Motor Corporation)는 중화인민공화국의 자동차 제조 기업이다. 본사는 후베이성 우한시에 있다. 동펑 자동차라고도 한다. 디이 자동차, 상하이 자동차, 창안 자동차, 체리 자동차와 함께 중화인민공화국의 5대 자동차 제조 기업으로 여겨진다.
1968년 마오쩌둥이 국영 자동차 제조 기업을 설립하라는 지시를 내렸다. 1969년 후베이 성 스옌 시에서 디얼 자동차(第二汽車)라는 이름으로 설립되었으며 1992년에 지금과 같은 이름으로 바뀌었다. 공장은 후베이 성 스옌 시, 우한 시, 샹양 시, 광둥성 등에 들어서 있으며 각지에서 버스, 트럭, 승용차를 생산하고 있다.

## 사진

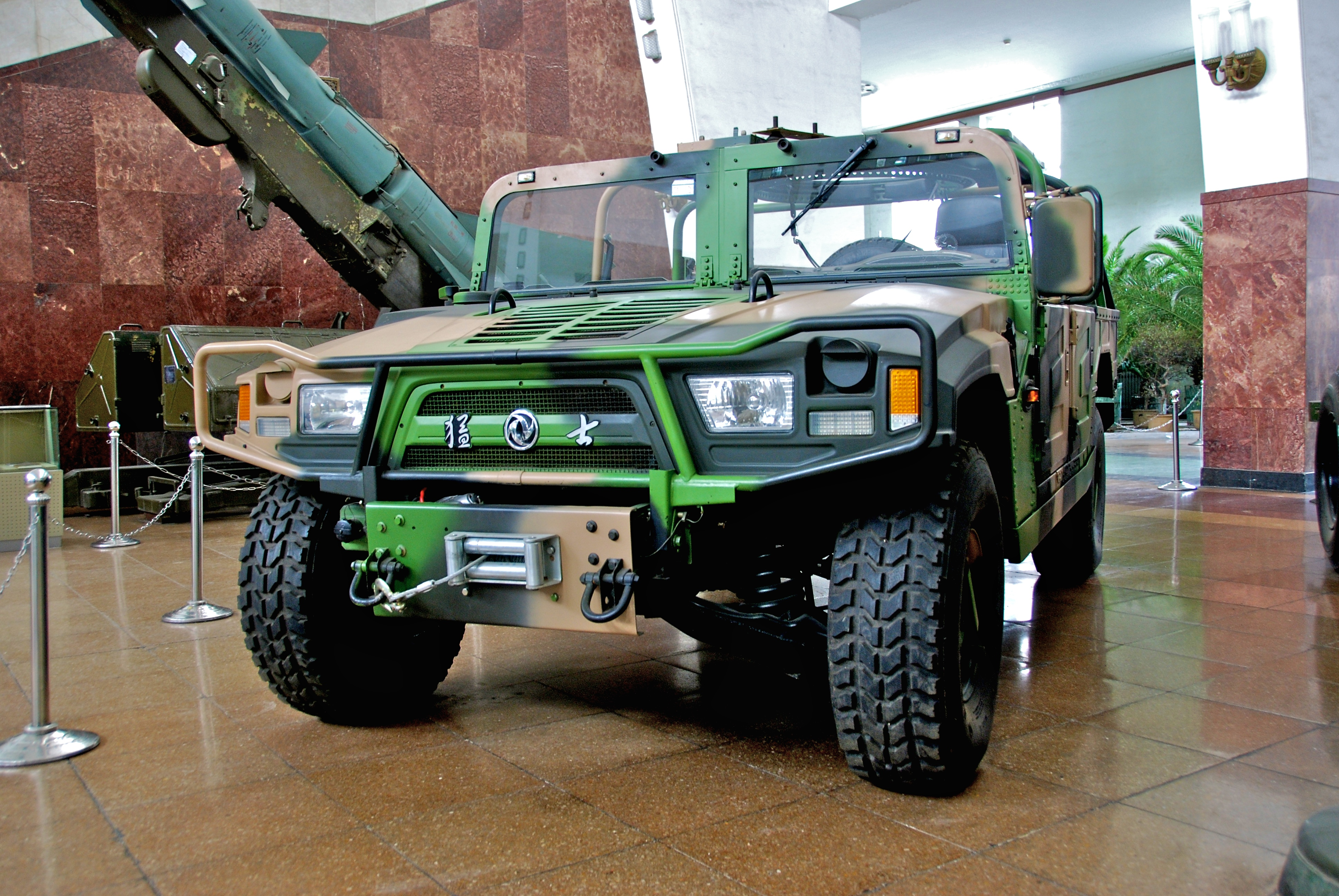
둥펑 멍스 (猛士)
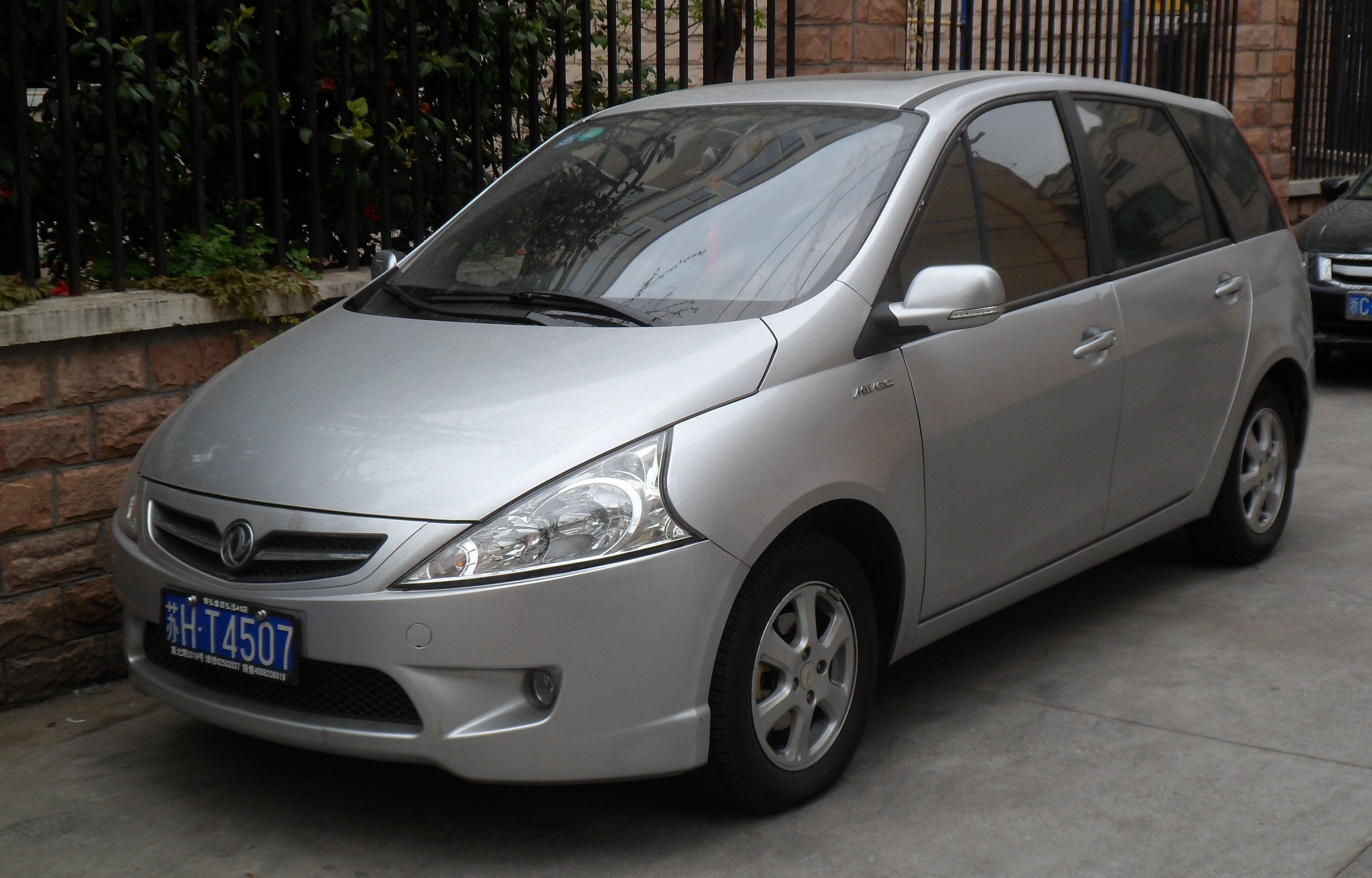
둥펑 펑싱 징이-1 (風行 景逸-1)
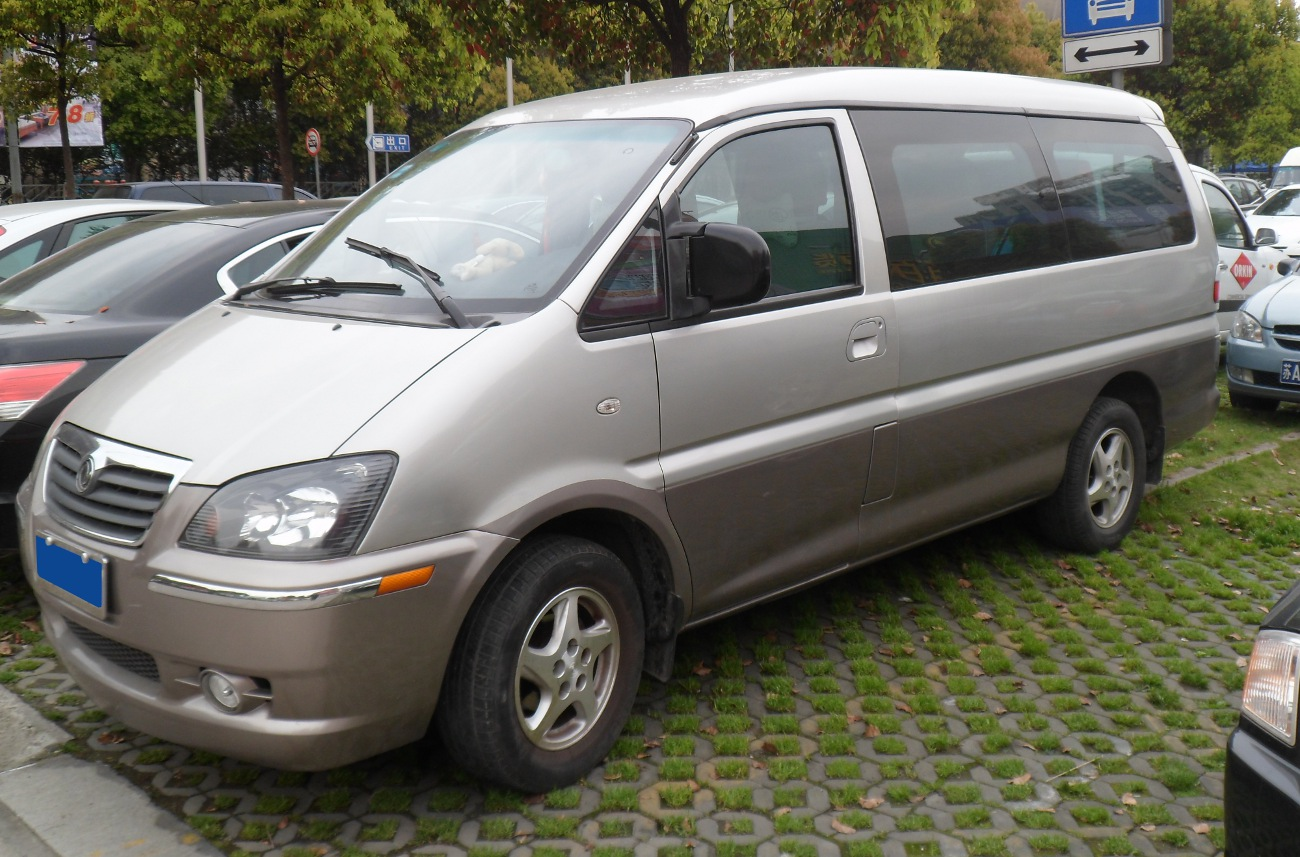
둥펑 펑싱 링즈 (風行 菱智)
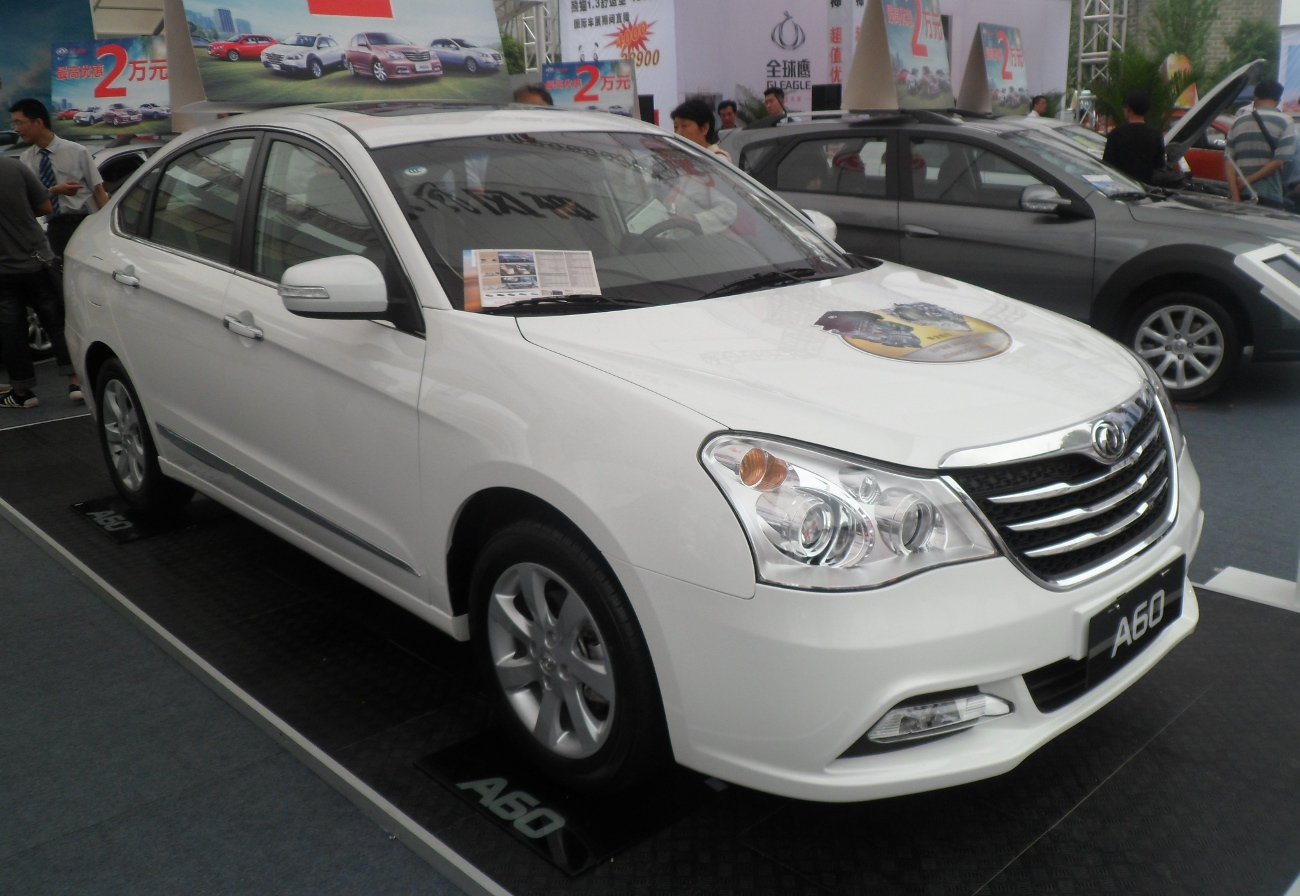
둥펑 펑신 A60 (風神 A60)
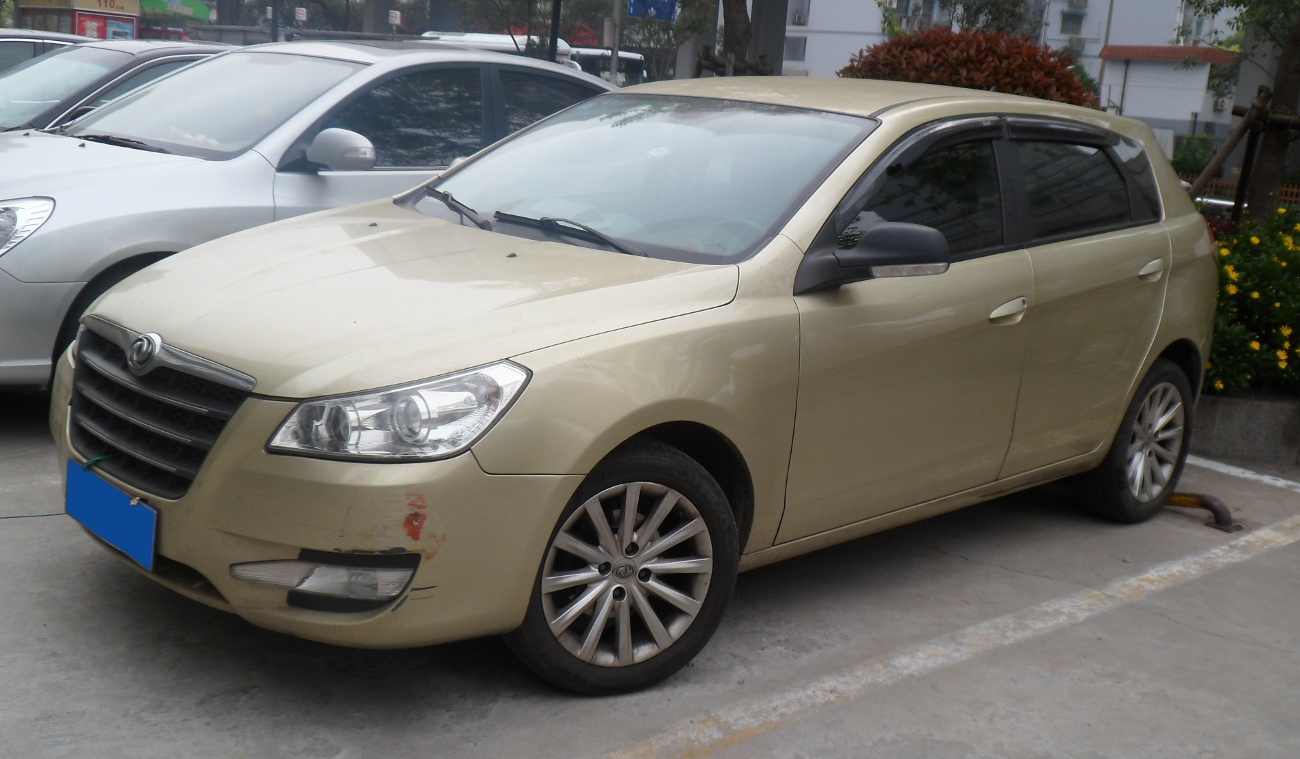
둥펑 펑신 H30 (風神 H30)
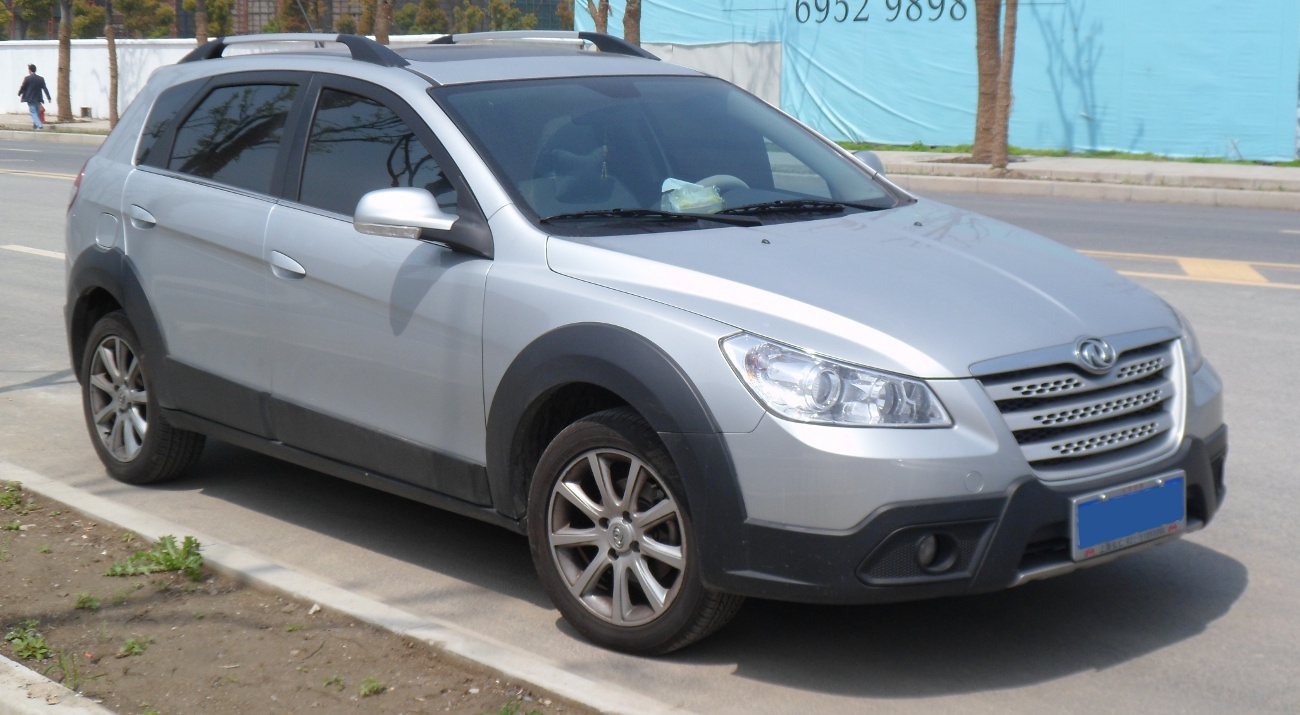
둥펑 펑신 H30 (風神 H30)
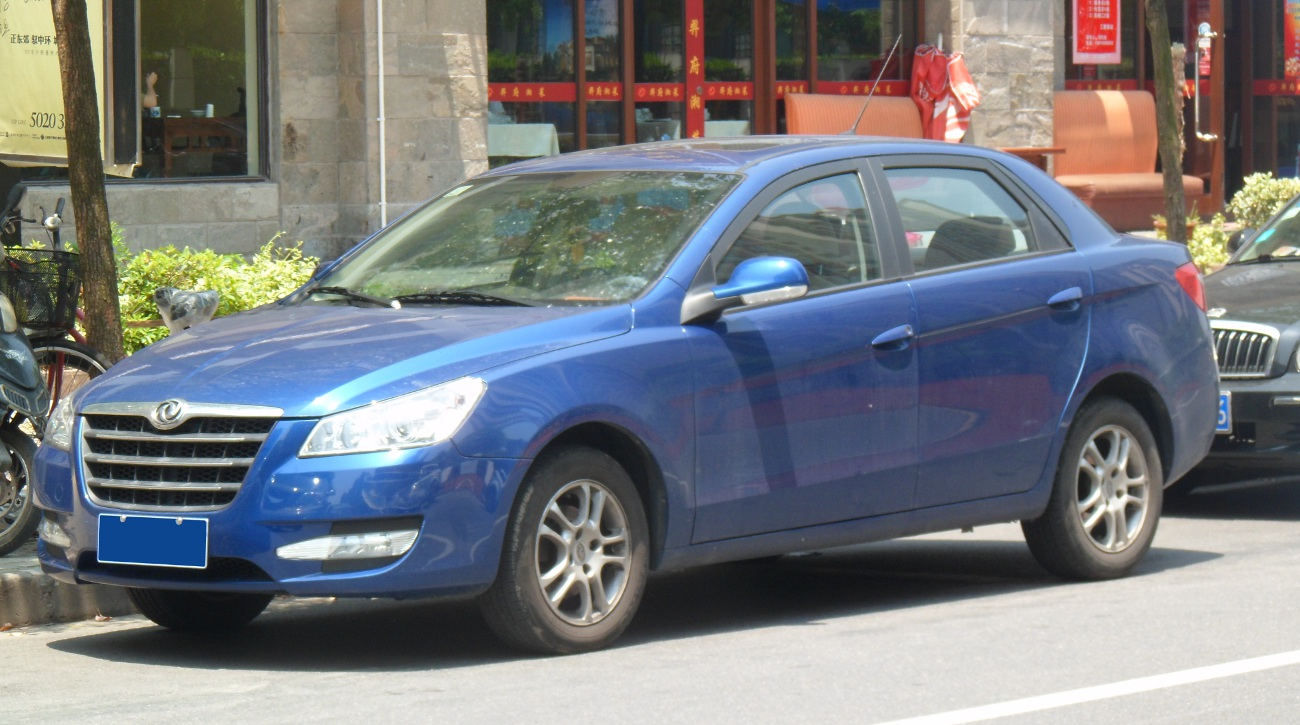
둥펑 펑신 S30 (風神 S30)
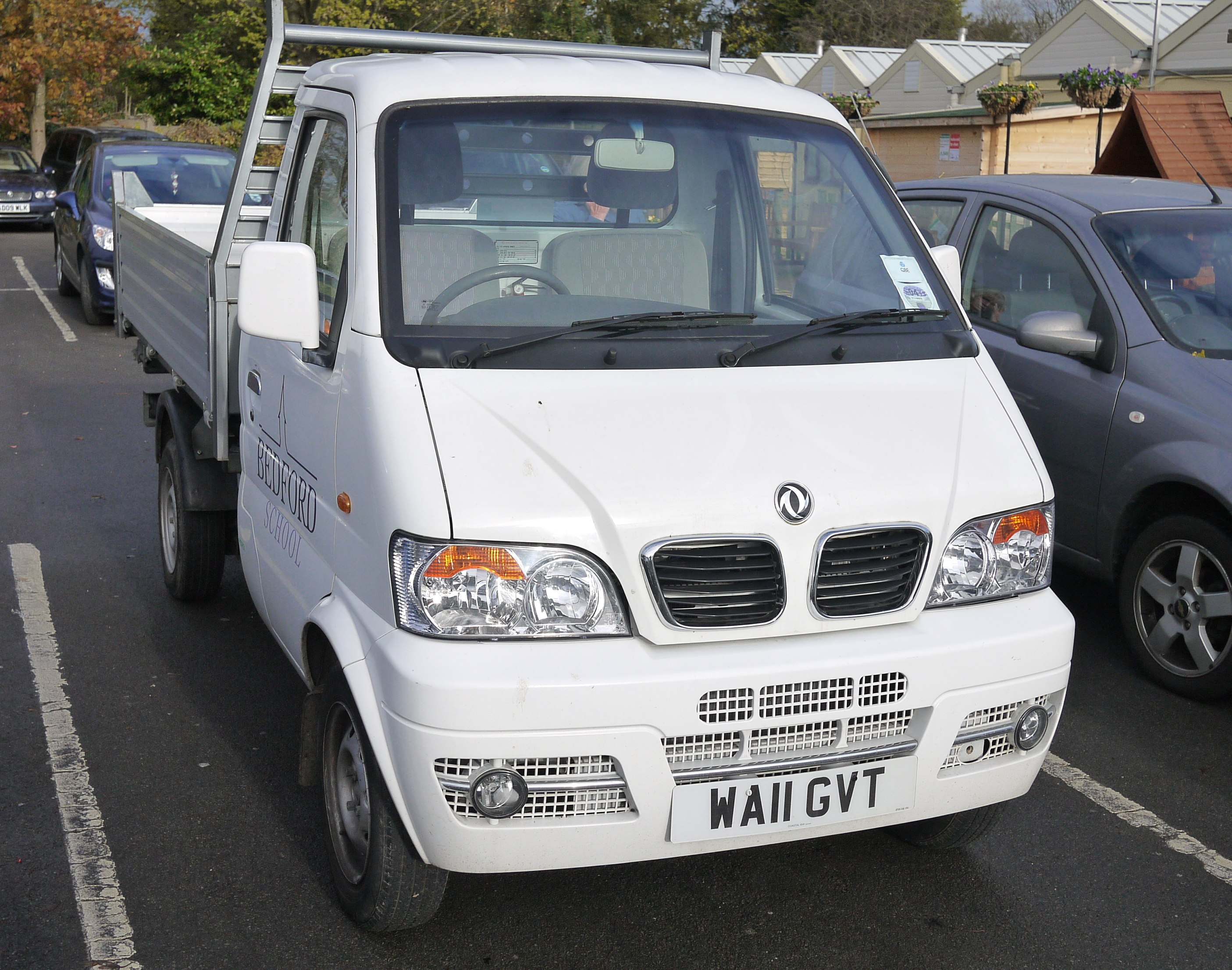
둥펑 샤오캉 (小康)
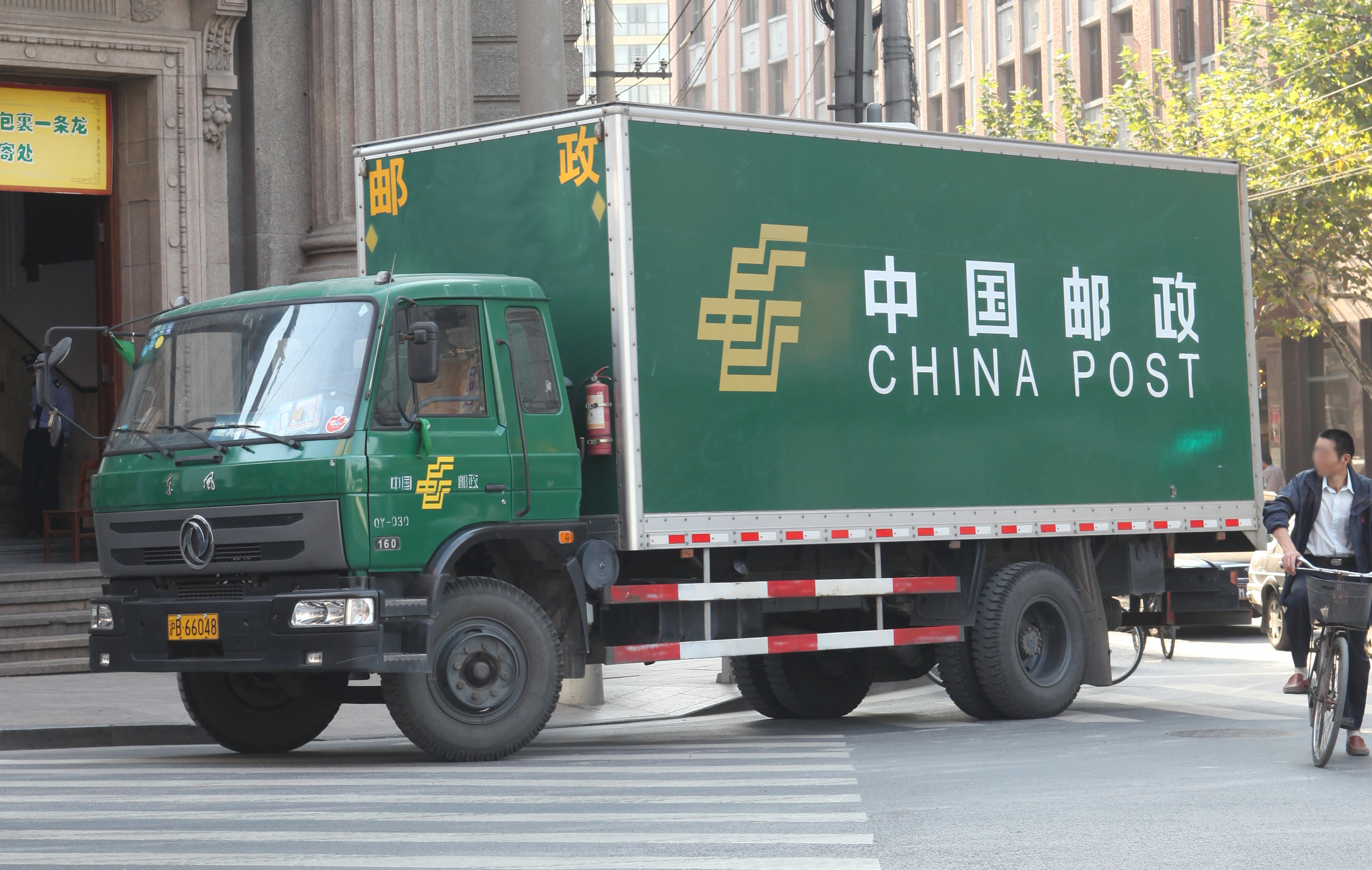
둥펑 우편 트럭